# Вимблдон (Лондон)
Вимблдон, Лондон (Wimbledon, London) је део Лондона, главног града Енглеске и Уједињеног Краљевства. Површина Вимблдона износи 11,3 km.
Вимблдон је познат у целом свету као место одржавања најстаријег и најпрестижнијег тениског турнира на свету, Вимблдона.

## Име
Име Вимблдон је заправо скраћено од "Wynnman's hill" (енг. Винманово брдо), а реч "hill" (енг. брдо) на старом енглеском језику се каже "dun", и од тога у речи Вимблдон стоји „дон“ на крају. Данашњи назив Вимблдон је добио у 19. веку.
На мапи коју је 967. године исцртао краљ Едгар Мирољубиви, назив овог села био је "Wimbedounyng", а на мапи Џ. Керија из 1786. се појављује под називом "Wimbleton".

## Историја
Претпоставља се да је Вимблдон изграђен још у бронзаном добу. Центар Вимблдона било је једно брдо, и област Вимблдона се сматрала „селом“.
1087. године, када је написана књига ', Вимблдон је био део Мортлејка. Владари Вимблдона су се мењали током година. Област Вимблдона била је под управом Цркве до 1398. године, када ју је Томас Арундел припојио Енглеској у име Ричарда II. Од тада је под влашћу Круне.

### 16. век
Вимблдон је био под влашћу Круне док је енглески краљ Хенри VIII није доделио Томасу Кромвелу, грофу од Есекса, све док Кромвел није погубљен 1540. године, и земља је враћена Хенрију. Земља је затим додељена Хенријевој последњој жени, Катарина Пар, све до Хенријеве смрти 1548. године, када је враћена монарху, а тада је то био Едвард VI.
1550. године, Хенријева кћерка Мери I доделила ју је кардиналу Реџиналду Поулу, коме је припадала све до његове смрти 1558. Мерина сестра Елизабета I од Енглеске 1574. је вимблдонску земљу доделила Кристоферу Хетону, који ју је исте године продао Томасу Сесилу, грофу од Ексетера. Земља је припадала породици Сесил до 1588. године, и тада је готово цела област реконструисана, у познатом елизабетанском стилу.

### Данас
Као и у 16. и 17. веку, вимблдонска атракција почива на комбинацији архитектуре централног Лондона и његове личне културе. Куће, поготово виле у Вимблдонском селу и области Вимблдонских паркова, неке су од највиших стамбених кућа у области Лондона.
У Вимблдонском селу налази се мноштво бифеа, ресторана и пабова карактеристичних за Енглеску. Ове улице су готово увек пуне туриста, поготово током тениског турнира у Вимблдону. Још једна атракција је Ново вимблдонско позориште, које је изузетно популарно у Лондону, и у овом позоришту се адаптирају многе представе које су иначе могле да се гледају само у позоришту Вест Енд.
У Вимблдону се такође налази и будистички храм, испред ког се сваког 15. августа одржава хуманитарни фестивал.